# Giffen-javak

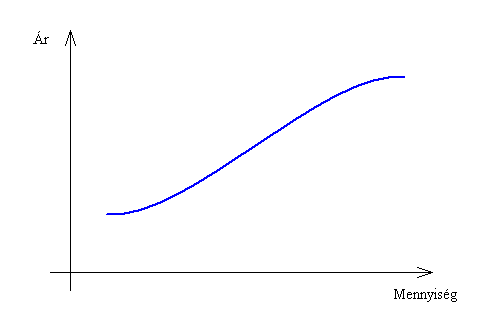
Giffen-jószág keresleti görbéje

Giffen-javaknak hívja a mikroökonómia azokat a javakat, amelyeknek a kereslete azonos előjelű változással reagál az áruk változására. Ha tehát egy ilyen jószág ára nő, a belőle keresett mennyiség is növekedni fog, és fordítva: az árcsökkenés keresletcsökkenést eredményez. Keresleti görbéje tehát pozitív meredekségű. A jelenséget Giffen-paradoxonnak is nevezzük.
Elsőként Robert Giffen skót közgazdász figyelt fel rá a 19. század második felében Írország szegényeit vizsgálva. Észrevette, hogy azokban az években, amikor a burgonya drágább volt, akkor növekedett iránta a kereslet. Ennek a magyarázata az, hogy akkoriban a legnagyobb súlyú táplálék a burgonya volt, így amikor ennek ára csökkent, több pénz maradt egyéb élelmiszerekre (például húsra), viszont drágulás után az akkor nélkülözhetetlen burgonyára többet kellett költeni, így kevesebb maradt egyebekre. Ilyenkor minden más fogyasztását csökkentették és azt is burgonyával pótolták.
Ellentétes mind a javak többségének „viselkedésével”, mind a józan ész megfontolásaival; nem véletlen, hogy a javak ezeken kívüli, másik csoportját közönséges javaknak hívja a mikroökonómia.
A „paradoxon” azonban csupán látszólagos. Egyrészt nem szabad azt gondolnunk, hogy mindenféle körülmények között keresletnövekedéssel reagálnak az árnövekedésre; ez a tulajdonság általában csak bizonyos árszinteken és bizonyos fogyasztói csoportoknál jelentkezik. Egy másik példa: bizonyos javak ára a gazdagabb fogyasztók meggyőződése szerint a minőségüket is tükrözi; ez a jelenség megfigyelhető például bizonyos boroknál. Ha ezeknek a javaknak az ára nő, akkor ezek a csoportok többet fognak belőlük fogyasztani.
A mikroökonómiai fogyasztáselmélet modelljében olyan javak, amelyeknél az árváltozás jövedelmi hatása pozitív és abszolútértékben nagyobb a – mindig negatív – helyettesítési hatásnál. Így a teljes hatás pozitív, vagyis a keresletváltozás az árváltozással azonos előjelű lesz.
Az előbbi levezetésben szerepelt, hogy a jövedelmi hatásnak a Giffen-javak esetében pozitívnak kell lennie. Ez viszont azt jelenti, hogy mind inferior javak is egyben, vagyis a jövedelem növekedésére keresletcsökkenéssel reagálnak, és fordítva.
Giffen az inferior javakat fedezte fel az írországi burgonyafogyasztáson keresztül, azaz az olyan javakat (például a burgonya), amelyek vásárlása, fogyasztása csökken, ha a háztartás jövedelme nő - az Engel-görbe e javak esetében negatív meredekségű, szemben a normál javakkal, amelyek Engel-görbéje pozitív meredekségű. Az inferior javakat felfedezve Giffen tisztán logikai megfontolásokkal levezette a Giffen-javak létezéséről szóló elméletét. A Giffen paradoxon éppen abban áll. hogy a logikailag hibátlanul levezetett Giffen- javak létezését semmilyen statisztikával nem sikerült kimutatni. A paradoxont J.R. Hicks oldotta meg a teljes árhatás felbontásával jövedelemhatásra és helyettesítési hatásra.